# Шитий Анатолій Павлович
Анатолій Павлович Шитий (нар. 27 грудня 1942) — радянський футболіст, що грав на позиції захисника. Починав грати у дублі київського «Динамо», пізніше грав у низці українських клубів класу «Б».

## Кар'єра футболіста
Анатолій Шитий розпочав займатися футболом у київській ДЮСШ-1. Виступи на футбольних полях розпочав у 1959 році в дублюючому складі київського «Динамо», у цьому ж році зіграв один матч Кубка СРСР у кладі київської команди проти томського «Сибелектромотора». У 1960 році в складі юнацької команди «Динамо» став чемпіоном СРСР серед юнацьких команд. Не пробившись до основного складу київського клубу, в 1962 році Анатолій Шитий стає гравцем команди класу «Б» «Спартак» зі Станіслава, перейменованого цього року на Івано-Франківськ. В івано-франківській команді Шитий грав до кінця 1963 року, провів у її складі 67 матчів. Нетривалий час у кінці 1963 року грав у команді СКА зі Львова.
У 1964 році Анатолій Шитий стає гравцем команди класу «Б» «Дніпровець» з Дніпродзержинська, у якому грав протягом року. у 1965 році також протягом року грав у складі іншої команди класу «Б» «Полісся» з Житомира. У 1966 році футболіст перейшов до складу іншої команди класу «Б» «Торпедо» з Бердянська. У складі бердянської команди грав до середини 1967 року, після чого вдруге в своїй футбольній біографії стає гравцем дніпродзержинської команди, яка цього разу грала під назвою «Дніпровець». У складі «Дніпровця» Шитий грав до середини 1970 року, після чого перебував у складі команди другої ліги «Селенга», утім не зіграв у її складі жодного матчу, й у кінці цього року завершив виступи на футбольних полях.